# 苏州科技城
苏州科技城是中华人民共和国江苏省苏州市虎丘区下辖的一个类似乡级单位，与东渚街道合署办公。

## 行政区划
下辖以下地区：
苏州科技城虚拟社区。